# HMS Avon (1863)
HMS Avon - імпровізований річковий канонерський човен, який взяв участь у бойових діях під час Новозеландських воєн. 
Названий на честь річки Ейвон (Отакаро на мові маорі), яка протікає через Крайстчерч.  

## Конструкція
«Ейвон» був колісним металевим пароплавом побудованим у Глазго 1859 р, доставлений та зібраний у Літтелтоні. Призначався для експлуатації на річці, на честь якої був названий, тож мав невеликі розміри (довжина 40 футів, осадка всього три). 
У процесі підготовки до бойових дій до бортів корабля пригвинтили металеві плити товщиною близько чверті дюйма, а також захистили місце стернувальника броньованою рубкою з аналогічних плит, а також встановили на носі гармату Армстронга.

## Історія служби
Після прибуття до місця призначення виявилося, що судно все ж завелике для пересування Ейвоном. Використовувалося для забезпечення сполучення між Літтелтоном та Каіапоі.
У листопаді 1862 придбана колоніальним урядом та оснащена як канонерський човен.

### Участь у бойових діях
Відбуксирована до річки Ваїкато морехідним канонерським човном «Екліпс» 25 червня 1863 р. 7 серпня того ж року під командуванням капітана Саллівана (старшого морського офіцера у регіоні) здійснила розвідувальний похід вгору по Ваїкато і була обстріляна поблизу Меремере маорі. Канонерка у відповідь вистрелила з гармати. 
У подальшому «Ейвон» у ході кампанії Ваїкато не раз потрапляв під ворожі обстріли. У лютому 1864 кулею з засідки на березі був смертельно поранений лейтенант Мітчелл.   
Основною заслугою канонерського човна під час бойових дій було постачання припасів британським військам.

### Подальша доля
З 1865 використовувався як вугільна баржа Порт-Ваїйкато. 1868 проданий цивільному власнику. Відбудований як пароплав у Манукау.  
1872 р. ще раз перебудований у гвинтовий пароплав. 1884 машину зняли і судно обладнали як вітрильник (кеч).   
1886 розбився на острові Пінакл поблизу входу у Тасманову бухту Південного осторова.